# Glyphodella
Glyphodella és un gènere d'arnes de la família Crambidae.

## Taxonomia
- Glyphodella flavibrunnea (Hampson, 1899) (Congo, Madagascar, Sud-àfrica)
- Glyphodella savyalis (Legrand, 1966) (Aldabra)
- Glyphodella vadonalis (Viette, 1958) (Madagascar)